# 81-720.1/721.1 (Ленинградский вагоностроительный завод)
81-720.1/721.1 — тип экспериментальных (непошедших в серийное производство) электровагонов метрополитена с асинхронным тяговым приводом, выпущенных Ленинградским вагоностроительным заводом имени И. Е. Егорова.

## История

### Проектирование
В конце 1980-х годов для метрополитенов СССР на Мытищинском вагоностроительном заводе и Ленинградском вагоностроительном заводе им. Егорова началась разработка электропоездов с асинхронным тяговым приводом на базе выпускаемых в то время серийных электровагонов модели 81-717/714. Применяемые на вагонах данной модели коллекторные электродвигатели постоянного тока с релейно-контакторной системой управления были конструктивно просты, но неэкономичны по расходу энергии и требовали частого дорогостоящего технического обслуживания и ремонта, что послужило причиной к созданию вагонов с более экономичными асинхронными двигателями.
После выпуска в 1989 году Ленинградским заводом первого экспериментального трёхвагонного электропоезда ЭС-720/719, на Мытищинском заводе на базе стандартных вагонов 81-717/714 была спроектирована новая модель, получившая обозначение 81-720.1 и 721.1 для головных и промежуточных вагонов соответственно. Вагоны должны были иметь новую модифицированную конструкцию кузова с удлинённой кабиной и оснащаться асинхронными электродвигателями и другим опытным электрооборудованием. Поскольку основные силы конструкторов завода были отданы на разработку вагонов нового поколения 81-720/721 «Яуза», выпуск вагонов модели 81-720.1/721.1 был поручен Ленинградскому заводу Ленинградский вагоностроительный завод «Ленвагонмаш» им. Егорова.

### Выпуск
В 1990 году Ленинградский завод выпустил единственный головной моторный вагон с новой конструкцией кузова и опытным электрооборудованием, получивший обозначение модели 81-720.1 и бортовой номер 10037. С завода вагон имел двухцветную бело-синюю окраску: передний торец и боковые стенки вагона за исключением стенок кабины были выкрашены в синий цвет, а боковые стенки кабины, окантовка боковых стен основной части, задний торец и крыша — в белый, кроме того на уровне буферных фонарей имелась белая полоса. От выпуска других вагонов данного типа до получения первичных результатов испытаний было решено отказаться, а для формирования опытного поезда завод выпустил один головной и два промежуточных вагона стандартной конструкции с серийным электрооборудованием, имеющих стандартную синюю окраску. Эти вагоны выполняли роль вагонов сопровождения для опытного и конструктивно были идентичны вагонам 81-717/714, но несмотря на это получили такое же обозначение серии, как и экспериментальный вагон — 81-720.1 для головного и 81-721.1 для промежуточных. Головной вагон получил бортовой номер 10036, а прицепные — 11027 и 11028.

### Испытания и судьба вагонов
Для проведения обкаточных испытаний вагоны были переданы в электродепо «Калужское» Московского метрополитена, где они были сформированы в четырёхвагонный электропоезд. В ходе непродолжительных испытаний в работе асинхронного тягового привода вагона № 10037 был выявлен ряд существенных недостатков, однако представленное им направление развития российского метровагоностроения было признано перспективным. Испытания позволили выявить слабые места в асинхронном приводе и определить решения по усовершенствованию подобных конструкций.
После завершения испытаний состав был расформирован, однако вагоны в течение некоторого времени находились в электродепо «Калужское». Впоследствии вагоны сопровождения были переданы в электродепо «Новогиреево» на консервацию, а опытный вагон № 10037 — в электродепо «Северное», где впоследствии долго находился в нерабочем состоянии. К сожалению, в сентябре 2009 года уникальный вагон был порезан на путях депо и до настоящего времени не сохранился. Вагоны сопровождения также были порезаны.

### Наследие
С учётом применённых на вагоне технических решений и результатов испытаний вагона как Ленинградский, так и Мытищинский заводы продолжили разработку электропоездов с асинхронными тяговыми двигателями.
Ленинградский завод внёс усовершенствования в конструкцию вагона и 1992 году на его базе выпустил полноценный шестивагонный электропоезд 81-550/551/552, являющийся дальнейшим развитием модели 81-720.1/721.1 и имеющий аналогичный кузов с незначительными отличиями. Впоследствии после непродолжительной эксплуатации с пассажирами в работе асинхронного оборудования был выявлен ряд проблем, и в итоге поезд был отставлен от работы, разукомплектован и переоборудован в 81-540.1/541.1, впоследствии поступив в эксплуатацию на Московско-Петроградскую линию с припиской к тяговому электродепо ТЧ-6 «Выборгское». В дальнейшем заводом выпускались малосерийные вагоны 81-540.8/541.8 с коллекторными электродвигателями для Петербургского метрополитена и 81-553.3/554.3/555.3 с асинхронными двигателями для Казанского метрополитена.
Мытищинский завод также заимствовал часть конструктивных решений от вагона 81-720.1 при создании нового поезда 81-720/721 «Яуза» с кузовом нового типа: в частности, конструкция сидений и потолка в салоне во многом были идентичны опытному вагону. Первый опытный состав, изначально оснащённый коллекторными двигателями, в 1992 году в порядке эксперимента был переоснащён опытным асинхронным тяговым оборудованием. Результаты его испытаний оказались неудачными, и в дальнейшем поезда «Яуза» выпускались с коллекторными двигателями. Впоследствии в 2000 году был выпущен новый поезд с асинхронными двигателями, имевший обозначений 81-720А/721А, а в 2004 году — ещё 4 серийных поезда, получивших обозначение 81-720.1/721.1 — как и опытные вагоны. Таким образом, впервые в истории российского метровагоностроения одно и то же обозначение серии было использовано повторно для вагонов принципиально разной конструкции.

## Конструкция
В основе конструкции новой модели 81-720.1/721.1 лежали серийные вагоны 81-717/714, наиболее существенными изменениями в которой стали новая удлинённая кабина машиниста, обводы кузова, система вентиляции и применение асинхронного тягового оборудования. Поскольку остальные 3 вагона сопровождения ничем не отличались от базовой модели 717/714, здесь рассмотрена конструкция только опытного вагона.

### Кузов
Вагон 81-720.1 № 10037 имел цельнометаллический несущий кузов сварной конструкции с обшивкой из прочной листовой стали, созданный на основе кузова вагона 81-717, однако имеющий ряд отличий от последнего. Основными частями кузова являлись рама, боковые стенки, лобовые и концевые части, крыша и металлический пол. Помимо этого, в кузове вагона была расположена сплошная металлическая перегородка, отделяющая кабину машиниста от пассажирского салона. По торцам рамы были размещены ударопоглощающие аппараты с автосцепками Шарфенберга метрополитеновского образца, автоматически соединяющие пневмомагистрали и электрические контакты сцепляемых вагонов.
По сравнению с вагоном 81-717, кузов головного вагона 81-720.1 имел большую по длине кабину машиниста и удлинённую раму: длина кузова головного вагона по торцевым стенкам за счёт удлинения головной части с кабиной управления составляла 19250 мм против 18806 мм у 81-717. Длина промежуточных вагонов модели 81-721.1 новой конструкции, которые так и не были выпущены, была равна 18810 мм и аналогична по длине кузовам вагонов 81-714 — впоследствии промежуточные вагоны с такими кузовами были выпущены в составе электропоезда 81-550/551/552, являющегося дальнейшим развитием модели 81-720.1/721.1. Это позволяло поездам с кузовами данной конструкции эксплуатироваться на линиях со станциями закрытого типа в Петербургском метрополитене, поскольку расстояния между дверями каждого вагона и разных вагонов в составе поезда не изменилось.
Лобовая часть вагона с кабиной машиниста превосходила по длине стандартную у 81-717 и имела вытянутую форму с небольшим сужением по ширине и высоте крыши в передней части по сравнению с шириной и высотой основной части кузова; по бокам от сужения на уровне рамы имелись выступы, по ширине соответствующие основной части, также выступ на уровне рамы имелся спереди. Для входа и выхода машиниста с левой стороны имелась одностворчатая ручная дверь, поворачивающаяся при открытии вовнутрь, по сравнению с 81-717 перед дверью появилось боковое окно, а с правой стороны бока кабины располагалось два окна вместо одного. Торец в лобовой части имел плоскую форму, по сравнению с 81-717 была изменена конструкция лобовых стёкол и расположения буферных фонарей. В левой части торца кабины располагалась открывающаяся наружу аварийная эвакуационная дверь с выдвижным трапом для возможности безопасной эвакуации пассажиров на пути в случае аварии, а рабочее место машиниста было смещены из центра в правую часть кабины. В лобовую часть было встроена два стекла одинаковой высоты — одно широкое с правой стороны перед пультом машиниста и более узкое левое в двери аварийного выхода. Буферные фонари вагона размещались под лобовыми стёклами и с каждой стороны имели по 3 лампы, включая две лампы освещения и одну красную дампу хвостовых огней; левые буферные фонари были встроены в аварийную торцевую дверь. Также вагон 10037 стал первым вагоном Ленинградского завода, у которого на лобовом торце кабины был нарисован заводской логотип, размещённый между буферными фонарями по центру.
Боковые стенки и задняя часть кузова были собраны из вертикальных стоек, подоконных балок и верхнего листа. С каждой стороны вагон имел по 4 парные автоматические двери, рассчитанные на высокие платформы станций метрополитена и конструктивно аналогичные дверям вагонов 81-717/714. В качестве обшивки в нижнем и верхнем поясах были смонтированы стальные гофрированные листы, такие же как и у вагонов 81-717/714, но в дополнение по периметру боковины имел окантовку, что позволило улучшить внешний вид за счёт применения двухцветной окраски (белый цвет вместе со светло-синим). Также отличительной особенностью вагонов новой конструкции стали резкие прямые углы в местах перехода задней торцевой стенки в боковые вместо углов с плавными скруглёнными обводами.
Крыша вагона за счёт установки системы принудительной вентиляции и отсутствия вентиляционных черпаков стала покатой и имела практически плоскую форму с наклонными скатами по бокам, высота крыши над уровнем головки рельс превосходила крышу вагонов 81-717/714 в средней части и составила 3700 мм. Для вентиляции салона в боковой наклонной части крыши с каждой стороны были вырезаны по 7 тройных воздухозаборных решёток. Над кабиной машиниста был установлен кондиционер, а уровень крыши занижался по направлению к головному торцу.

### Тележки
Вагон имел две моторные двухосные тележки с индивидуальной подвеской колёсных пар, конструктивно идентичные тележкам 81-717/714. Колёсная база тележек составляла 2100 мм, диаметр колёс — 780 мм, ширина колеи — 1520 мм.
Рама тележки опиралась на каждую буксу через две цилиндрические витые пружины. В центре тележки располагалась центральная балка, соединённая предохранительным шкворнем с кузовом вагона и на которую непосредственно передавался вес последнего. Кузов опирался на центральный пятник балки, а для устранения боковой качки на балке были установлены боковые резиновые скользуны (выполнены в виде роликов). Вес центральной балки на основную раму тележки передавался через центральное рессорное подвешивание, поддон и сочленённые подвески. Центральное рессорное подвешивание тележки выполнено из 4 (по 2 с каждой стороны) двухрядных витых цилиндрических пружин. По бокам от колёс располагались тормозные колодки. Колёсные пары вагонов цельнокатанные.
Как и у вагонов 81-717, тележки вагона 81-720.1 имели пневматические колодочные тормоза, расположенные по бокам от колёс, и стояночный пневмопружинный тормоз. Схема вагона обеспечивала машинисту сигнализацию о невключении стояночного тормоза на отстой, а также блокировку стояночного тормоза, задействовавшуюся при отсутствии воздуха в тормозной пневмомагистрали. Также тележки были оснащены электронными скоростеметрами и боковыми токоприёмниками для питания от нижнего контактного рельса.

### Электрооборудование
Основная часть электрооборудования опытного вагона располагалась в подвагонном пространстве. Значительная часть оборудования была унифицирована с электрооборудованием 81-717, но помимо стандартного оборудования были установлены тяговые преобразователи постоянного тока в переменный для подачи на асинхронные двигатели, что повлекло увеличение массы вагона. Ящик аккумуляторной батареи имел оригинальную конструкцию, обеспечивающую доступ к батарее через верхнюю открывающуюся крышку.
На каждой тележке было размещено два асинхронных тяговых электродвигателя (по одному на колёсную пару), которые могли осуществлять рекуперативное торможение.
Вагон также был оснащён реостатным блоком, что наряду с рекуперативным торможением двигателями позволяло применять реостатное торможение, использовавшегося как основное.

### Интерьер

#### Пассажирский салон
Пассажирские сиденья в вагоне 81-720.1 были расположены продольно спинками к стенам вагона по бокам от центрального прохода. Сиденья между дверными проёмами с каждой стороны были шестиместными, в торцевой части — двухместными. Головной вагон 81-720.1 имел 40 сидячих мест, промежуточные 81-721.1 схожей конструкции должны были иметь 44 места.
Отделка пассажирского салона опытного вагона 81-720.1 по сравнению с моделью 81-717/714 претерпела ряд изменений. Была применена новая отделка стен и пола вагона из шумопоглощающих пожаробезопасных материалов, окна имели двойное остекление и в целях лучшей шумоизоляции были выполнены сплошными без рам и форточек, поскольку предполагалось, что потолочная вентиляция целиком обеспечит продувание салона свежим воздухом.
Вентиляция салона стала принудительной, в потолочной части вагона между каждой группой воздухозаборных решёток были смонтированы 7 вентиляционных агрегатов. Потолок вагона стал плоским, по центру над проходом были размещены выступающие из потолка решётки вентиляционных агрегатов округлой формы, а по бокам от них вдоль салона размещены люминесцентные лампы освещения по одному ряду с каждой стороны.
В салоне были установлены поручни изменённой конструкции и сиденья с ограждениями в форме повёрнутой набок буквы «П», посередине сиденья разделялись вертикальными поручнями. Интересной особенностью стала установка переговорного устройства «Пассажир — машинист» оригинальной конструкции: вместо одной кнопки для связи с машинистом имелось целых 4 с разными целями вызова: «пожар», «милиция», «врач» и «уборка».
В задней торцевой двери вагона и двери перехода из салона в кабину машиниста были установлены специальные блокировочные устройства для предотвращения самовольного открытия этих дверей пассажирами и иными посторонними лицами и проникновения их в нерабочую кабину и межвагонное пространство, аналогичные устройства предполагалось устанавливать и на промежуточных вагонах.

#### Кабина машиниста
Кабина машиниста за счёт удлинения лобовой части вагона стала довольно просторной. Пульт управления и кресло машиниста располагались с правой стороны, слева находилась аварийная дверь. Пульт управления был оснащён электронной системой управления и диагностики состава СМЕТ-М.